# Jean-Claude Gérard
Jean-Claude Gérard er en velkendt fløjtenist, der har studeret på Conservatoire de Paris hos Marcel Moyse. 
Han har vundet flere internationale konkurrencer. Han har været førstefløjtenist i Pariseroperaen og Philharmoniker Hamburg. Fra 1986 til 1989 var han fløjteprofessor på musikakademiet i Hannover. Siden 1989 har han været professor i Stuttgart.
Foruden hans pædagogiske engagement samt talrige koncerter og indspilninger er Jean-Claude Gérard medlem af Deutsche Bläsersolisten, Ensemble Villa Musica og Bach-Collegium Stuttgart under direktion af Helmuth Rilling.